# Head over Heels (film 1922)
Head over Heels è un film muto del 1922 diretto da Paul Bern e Victor Schertzinger.

## Trama
Tina Bambinetti è una bella acrobata napoletana che giunge negli Stati Uniti messa sotto contratto da Sterling, un noto agente teatrale. La ragazza, tanto è brava, quanto - nella vita di ogni giorno - è trascurata e sciatta. Sterling è scioccato e Lawson, il suo socio, ha nei riguardi di Tina un atteggiamento sprezzante.
La soluzione la trova papà Bambinetti che, dietro suggerimento di Pepper, un addetto stampa, induce la figlia a rivolgersi a un salone di bellezza. La ragazza dapprima è recalcitrante, ma poi accetta: quando Tina esce dalle mani delle sue estetiste, al posto della scarmigliata napoletana si è trasformata in una giovane donna, bella ed elegante che stupisce tutti. Lawson si innamora di lei, che - felice - non sa se scegliere il fidanzato o la sua carriera. Una sera, però, sorprende Lawson in quello che lei crede un tenero colloquio con un'altra donna. Gelosa, gli fa una scenata e poi decide di fare le valigie e di tornarsene in Italia. Lui riesce però a fermarla, spiegandole che la donna non è altri che una sua nuova cliente.

## Produzione
Il film, prodotto dalla Goldwyn Pictures Corporation, venne girato nel 1920, nei mesi di luglio e agosto.

## Distribuzione
Il copyright del film, richiesto dalla Goldwyn, fu registrato il 20 aprile 1922 con il numero LP17763.

Distribuito dalla Goldwyn Pictures Corporation, il film uscì nelle sale cinematografiche degli Stati Uniti nell'aprile 1922.
Copie della pellicola sono conservate negli archivi della Library of Congress (American Film Institute collection) di Washington. I diritti del film sono di pubblico dominio. La pellicola è stata restaurata dall'AFI, American Film Institute con i fondi della Film Foundation e con il contributo del laboratorio di restauro del Cinema Arts Lab.